# Концерт для кларнета с оркестром (Моцарт)

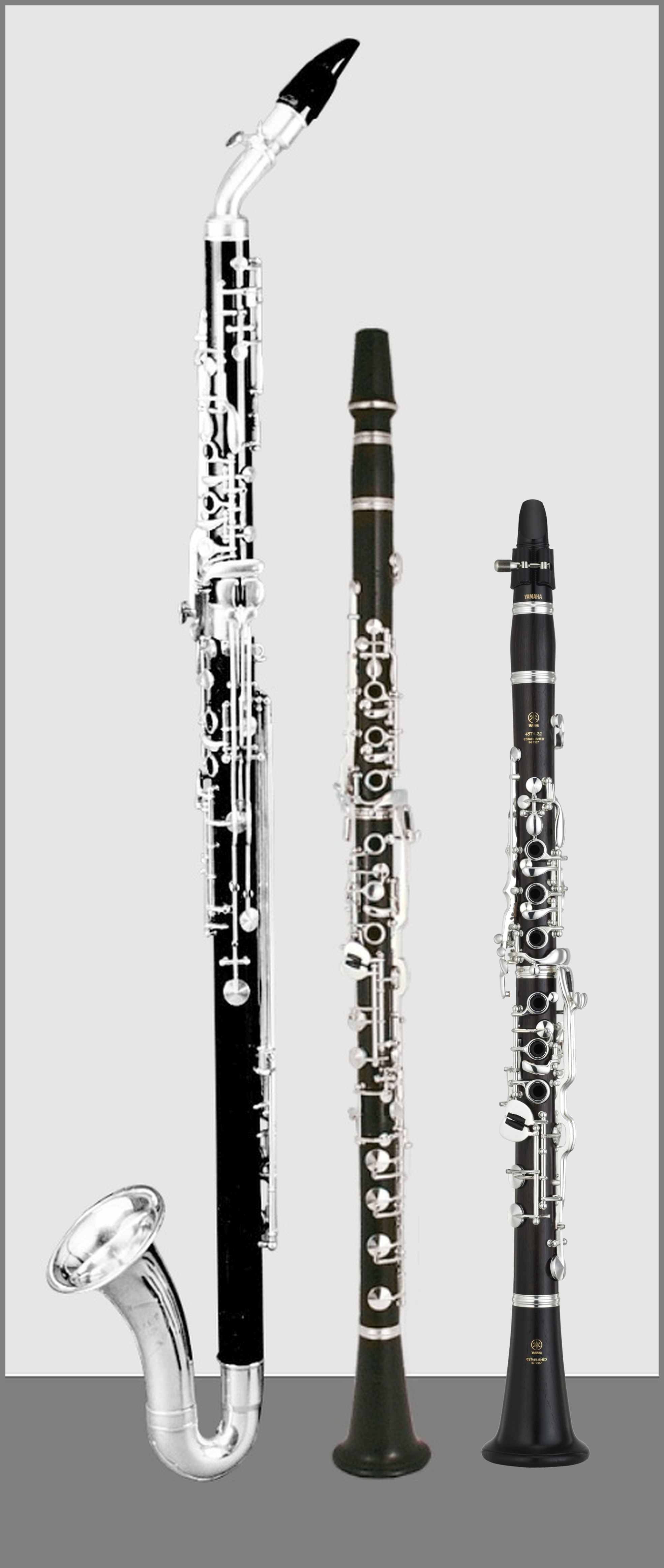
Бассетгорн, бассет-кларнет, обычный кларнет (сопрано)

Концерт для кларнета с оркестром ля мажор K622 — одно из последних сочинений Вольфганга Амадея Моцарта. Произведение написано в 1791 году, за несколько месяцев до смерти композитора. Это один из самых популярных концертов в репертуаре кларнетистов.

## История создания
Концерт создавался с 28 сентября по 7 октября 1791 года для известного австрийского кларнетиста и друга Моцарта Антона Штадлера, которому четырьмя годами ранее композитор посвятил Квинтет для кларнета и струнных A-dur. Премьера сочинения в исполнении Штадлера состоялась в Праге 16 октября 1791 года, затем Штадлер исполнял концерт в ходе гастролей по Германии (включая Ригу).
Вначале Моцарт написал 1 часть концерта Allegro в тональности G-Dur для бассетгорна (разновидности кларнета с расширенным вниз диапазоном), о чём свидетельствует единственный сохранившийся фрагмент рукописи концерта. Но потом переписал его для бассет-кларнета в тональности A-Dur и дописал 2 части Adagio и Rondo. Вскоре после смерти Моцарта бассет-кларнет стал выходить из употребления, и музыкальные издатели переписали партию солирующего инструмента так, чтобы её можно было исполнять на обычном кларнете, транспонировав некоторые пассажи на октаву вверх. Наиболее старое сохранившееся издание Концерта датировано 1801 годом, партия солирующего инструмента в нём уже переписана для кларнета и транспонирована в A-dur.
В настоящее время входит в моду тенденция исполнения Концерта Моцарта на бассет-кларнете in A.

## Строение
Сочинение построено в традиционной форме классического концерта: Allegro, Adagio, Rondo.

### I часть
Первая часть концерта написана в сонатной форме с двойной экспозицией. Главная тема отчасти перекликается с главной темой фортепианного Концерта № 23.

### II часть
Пожалуй, самая известная часть концерта. Написана в размере 3/4 в тональности IV ступени (D-dur) в сложной трёхчастной форме с эпизодом, сокращённой репризой и кодой.

### III часть
Четырёхтемное шестичастное рондо с кодой. Размер 6/8. Рефрен в скерцозном, отчасти танцевальном духе. Характер эпизодов разнообразен, вплоть до драматического (второй эпизод). Третье проведение рефрена опущено, поэтому рондо имеет шесть частей, а не семь, как обычно бывает при четырёх темах.

## История исполнения
Среди ранних исполнителей концерта в начале XIX века были ведущие мастера инструмента — Бернхард Круселль (1802), Симон Хермштедт (1809), Вильгельм Барт (1815); первой страной за пределами германоязычного мира, услышавшей концерт, стала в 1838 году Англия, однако рецензент лондонской премьеры отозвался о музыке неоднозначно, расценив медленную часть как истинное проявление моцартовского гения, а обе быстрые — как поверхностные и, вероятно, лишь приписываемые Моцарту.